# آران زالفسکی
آران زالفسکی (انگلیسی: Aran Zalewski؛ زادهٔ ۲۱ مارس ۱۹۹۱) بازیکن هاکی روی چمن اهل استرالیا است.